# Arrondissement Roeselare
Arrondissement Roeselare (franska: Arrondissement de Roulers) är ett arrondissement i Belgien.   Det ligger i provinsen Västflandern och regionen Flandern, i den västra delen av landet, 90 kilometer väster om huvudstaden Bryssel.
Runt Arrondissement Roeselare är det i huvudsak tätbebyggt. Runt Arrondissement Roeselare är det tätbefolkat, med 913 invånare per kvadratkilometer.

## Kommuner
Följande kommuner ingår i arrondissementet;

- Hooglede
- Ingelmunster
- Izegem
- Ledegem
- Lichtervelde
- Moorslede
- Roeselare
- Staden